# Extracts from the Album A Hard Day's Night
EPs par The Beatles
Extracts from the Film A Hard Day's Night
(1964) Beatles for Sale
(1965)
EPs américain des Beatles
Four by the Beatles
(1964) 4 by the Beatles
(1965)
Extracts from the Album A Hard Day's Night est le septième EP britannique des Beatles. Il est composé de quatre chansons apparaissant en face B de l'album A Hard Day's Night, sorti durant l'été 1964.
L'EP est publié le 6 novembre 1964, deux jours après son pendant issu de la face A de l'album, Extracts from the Film A Hard Day's Night. Il sort à une période particulière puisque les acheteurs tendent à délaisser les EP pour les albums. Ainsi, cet EP est le premier des Beatles à ne pas atteindre la tête des charts dans son format, notamment à cause de la concurrence de son prédécesseur.

## Histoire

### Enregistrement
L'album A Hard Day's Night est divisé en deux faces indépendantes, l'une étant issue de la bande originale du film du même nom tandis que l'autre contient des chansons inédites. Il en va de même pour la division dans les EP, l'un proposant des chansons issues du film, l'autre de l'album. Ce découpage se poursuit jusque dans l'enregistrement des chansons puisque celles de la face A ont été enregistrées en février tandis que la face B est entamée en juin. La première session, le 1er juin, permet de mettre en boîte I'll Cry Instead.
Les trois autres chansons de l'EP (Any Time at All, Things We Said Today et When I Get Home) sont enregistrées le 2 juin. Il s'en faut de peu puisque le lendemain, Ringo Starr tombe malade, au point d'être remplacé par Jimmy Nicol pour la tournée qui suit. Les mixages des chansons sont réalisés le 4 juin.

### Parution
Lorsque sort cet EP, le public est moins séduit par ce format qu'il ne l'était en 1963, et les albums des Beatles sont suffisamment populaires pour que les gens l'achètent directement. Aussi, ressortir les mêmes chansons en EP est moins rentable. Par ailleurs, Extracts from the Film A Hard Day's Night, sorti deux jours plus tôt, attire la lumière à lui. Son succès et relatif, puisque s'il est en tête des ventes d'EP, il ne parvient pas à pénétrer les tops 30 de ventes de singles comme ses prédécesseurs.
Ceci explique le manque de succès de Extracts from the Album, qui ne monte qu'en huitième place des ventes d'EP à sa sortie, le 6 novembre 1964. Entré dans le classement le 9 janvier 1965, il y reste durant 17 semaines, un résultat très en deçà des autres EP du groupe.
Avec les singles précédemment publiés, l'EP permet à toutes les chansons de la face B de A Hard Day's Night à l'exception de I'll Be Back de figurer sur des 45 tours.

## Analyse musicale
A Hard Day's Night est l'album « lennonien » par excellence au sein de la discographie des Beatles, puisque John Lennon est l'auteur de dix des treize chansons présentes dessus. Cette proportion est encore plus flagrante sur la face B : cinq des six chansons sont de lui. Il n'est donc pas anormal que ce déséquilibre se retrouve sur l'EP, dont trois des quatre chansons sont de Lennon.
Cela se fait parfois au détriment de l'originalité, puisque selon son auteur, Any Time at All, qui ouvre l'EP
n'est rien de plus qu'une récupération de It Won't Be Long, parue six mois plus tôt : mêmes accords, même façon de chanter. Dans I'll Cry Instead, il évoque à demi-mot ses propres problèmes de couple, écrivant ainsi une de ses premières chansons personnelles. Enfin, When I Get Home laisse parler son côté casanier, bien que Lennon soit déçu de sa composition.
Things We Said Today est enfin la seule composition de Paul McCartney sur l'EP, et est de loin la chanson la plus calme du disque. Pour Bruce Eder, il s'agit d'un « killer disc » (« disque qui tue ») dont la qualité ne pâtit que par le manque d'originalité, toutes les chansons ayant déjà été publiées quatre mois auparavant.

## Fiche technique

### Liste des chansons
| 1. | Any Time at All  | Lennon/McCartney | John Lennon | 2:13 |
| 2. | I'll Cry Instead | Lennon/McCartney | John Lennon | 1:49 |

| 3. | Things We Said Today | Lennon/McCartney | Paul McCartney | 2:38 |
| 4. | When I Get Home      | Lennon/McCartney | John Lennon    | 2:18 |

### Interprètes
- John Lennon : chant, guitare rythmique, harmonica, piano
- Paul McCartney : chant, guitare basse, piano
- George Harrison : chœurs, guitare solo
- Ringo Starr : batterie, tambourin

### Équipe de production
- George Martin : producteur
- Norman Smith : ingénieur du son
- Ken Scott : ingénieur du son (enregistrement)
- Richard Langham : ingénieur du son (mixage)